# المنفعة الصحية المحددة المساهمة
المنفعة الصحية المحددة المساهمةː عبارة عن مخطط رعاية صحية يحركه المستهلك في الولايات المتحدة، حيث يختار أصحاب العمل مبلغًا محددًا بالدولار؛ للمساهمة في الرعاية الصحية للموظف. بموجبها يكون الموظف مسؤولاً عن البحث عن بوليصة التأمين الخاصة به وشرائها. الخطط الصحية ذات المساهمة المحددة هي بديل لخطط التأمين الصحي الجماعي التقليدية التي يرعاها صاحب العمل. إن الخطة الصحية ذات المساهمة المحددة ليست في حد ذاتها خطة تأمين صحي، بل هي استراتيجية للمزايا الصحية. يمكن تقديم مساهمات صاحب العمل على أساس الإعفاء الضريبي عندما يتم تقديمها بموجب خطة مؤهلة مثل خطة السداد الوسيطة للقسم 105.

## التاريخ
تسمح الخطط الصحية ذات المساهمة المحددة لأصحاب العمل بتجنب عدم اليقين من خلال تحديد الالتزامات المستقبلية على غرار خططها التي يستخدمها أصحاب العمل للمساهمة في مدخرات التقاعد لموظفيهم. أصبحت الخطط الصحية للمساهمة المحددة في السنوات الأخيرة طريقة قابلة للتطبيق لتقديم المزايا، حيث أصبحت خطط التأمين الصحي الفردية متاحة على نطاق أوسع بموجب قانون حماية المريض والرعاية الميسرة (ACA). يتوقع خبراء الصناعة أنه في العقد القادم سيكون هناك تحول إلى خطط المنافع الصحية ذات المساهمة المحددة، على غرار التحول الأخير في خطط التقاعد من المنفعة المحددة إلى المساهمة المحددة.

## الفوائد
- إدارة النفقات: يمكن لأصحاب العمل تحديد تكاليف المزايا الصحية للموظفين والتنبؤ بها.

- وقت الإدارة: يتم التعامل مع إعداد صاحب العمل وإدارته بشكل عام بواسطة طرف ثالث، مما يقلل من استخدام موارد صاحب العمل.

- اختيار الموظف: يمكن للموظفين اختيار خطة فردية تقدم مستوى التغطية والشبكة التي يفضلونها.[5]